# Kybos chadchalicus
Kybos chadchalicus är en insektsart som beskrevs av Dlabola 1967. Kybos chadchalicus ingår i släktet Kybos och familjen dvärgstritar. Inga underarter finns listade i Catalogue of Life.